# Might and Magic X: Legacy
Might and Magic X: Legacy est un jeu vidéo de type dungeon crawler en vue subjective développé par Limbic Entertainment et édité par Ubisoft en 2014 sur Windows et OS X.
Ce jeu est le 10e de la série Might and Magic dont il reprend les mêmes bases que les anciens épisodes. Il est considéré comme étant un retour aux sources de la franchise et il s'inscrit dans la droite lignée des premiers opus de la saga. Le jeu sort 12 ans après le neuvième opus de la série.
Might and Magic X: Legacy a été annoncé officiellement lors de la PAX East 2013 à Boston.

## Histoire
L'histoire de Might and Magic X: Legacy se déroule après les événements qui ont marqué Might and Magic: Heroes VI, il est fondé sur l'instabilité politique qui règne dans la péninsule d'Agyn. Ce sont 4 valeureux aventuriers qui se retrouvent au centre de nombreuses intrigues et de mystérieux complots, ils sont également chargés de déposer les cendres de leur mentor Owen à l'intérieur de la chapelle de Karthal, dans un lieu inaccessible, car en ce lieu différentes forces s'opposent pour la prise de contrôle du territoire pour la lutte du pouvoir. L'aventure commence dans la petite ville de Sorpigal où il faut prouver sa valeur auprès des autorités locales.

## Système de jeu
Le gameplay de Might and Magic X: Legacy se rapproche de celui des premiers Might and Magic.
Au début de l'aventure, le joueur doit former une troupe de quatre héros : 4 races sont proposées et à chacune de ces races correspondent 3 classes ainsi qu'une compétence raciale passive. Aussi le joueur doit-il constituer la meilleure troupe possible car il existe une grande diversité de personnages, ce qui offre au joueur la possibilité de façonner son groupe avec sa propre méthode.
Ensuite, le déplacement se fait case par case à la manière des premiers jeux de rôle. Puis, lorsqu'on est trop près d'un ennemi, le combat se déclenche. Les combats s'effectuent au tour par tour. L'adversaire peut se déplacer ou attaquer tandis que le joueur donne des ordres aux différents membres de sa troupe. Il peut donc décider d'attaquer à distance, au corps à corps ou encore de se déplacer. Afin de mieux jouer, il faut étudier les aptitudes de l'ennemi ce qui est très important dans ce jeu car les dégâts sont répartis autour de 6 éléments : Terre, Eau, Air, Feu, Lumière et Ombre auxquels s'ajoutent des dégâts primordiaux (magie Primordiale). Grâce à l'expérience récupérée, on peut améliorer ses compétences à travers 3 arbres différents.
Le joueur doit accomplir des quêtes, affronter des ennemis pour gagner de l'expérience qui lui permettra d'améliorer ses aptitudes. Il devra aussi parcourir différents donjons auxquels il ne pourra accéder qu'à partir d'un certain niveau.

## Développement
Lors du développement du jeu, Ubisoft et Limbic Entertainment ont collaboré avec les fans de la série à l'aide de sessions de 'OpenDev' qui ont permis aux équipes de développement afin de leur offrir un titre fidèle à leurs exigences mais aussi à l'esprit et l'univers de la série. Le jeu a donc été proposé en early access afin d'assurer une bonne entente entre les fans et les développeurs.

## Accueil
Might and Magic X: Legacy reçoit des critiques plutôt bonnes malgré une mauvaise optimisation et des graphismes techniquement datés. Cependant, la durée de vie du jeu et son gameplay sont généralement salués par la presse spécialisée.